# Arcidiocesi di Mercedes-Luján
L'arcidiocesi di Mercedes-Luján (in latino Archidioecesis Mercedensis-Luianensis) è una sede metropolitana della Chiesa cattolica in Argentina. Nel 2023 contava 803.700 battezzati su 835.000 abitanti. È retta dall'arcivescovo Jorge Eduardo Scheinig.

## Territorio
L'arcidiocesi comprende 15 distretti della provincia di Buenos Aires: Alberti, Carmen de Areco, Chacabuco, Chivilcoy, General Las Heras, General Rodríguez, Junín, Leandro N. Alem, Lobos, Luján, Marcos Paz, Mercedes, Navarro, San Andrés de Giles e Suipacha.
Sede arcivescovile è la città di Mercedes, dove si trova la cattedrale di Nostra Signora delle Grazie. A Luján sorge la basilica minore e santuario nazionale di Nostra Signora di Luján.
Il territorio si estende su 19.330 km² ed è suddiviso in 58 parrocchie, raggruppate in 5 zone pastorali: Mercedes, Luján, Lobos, Junín e Chivilcoy.

## Storia

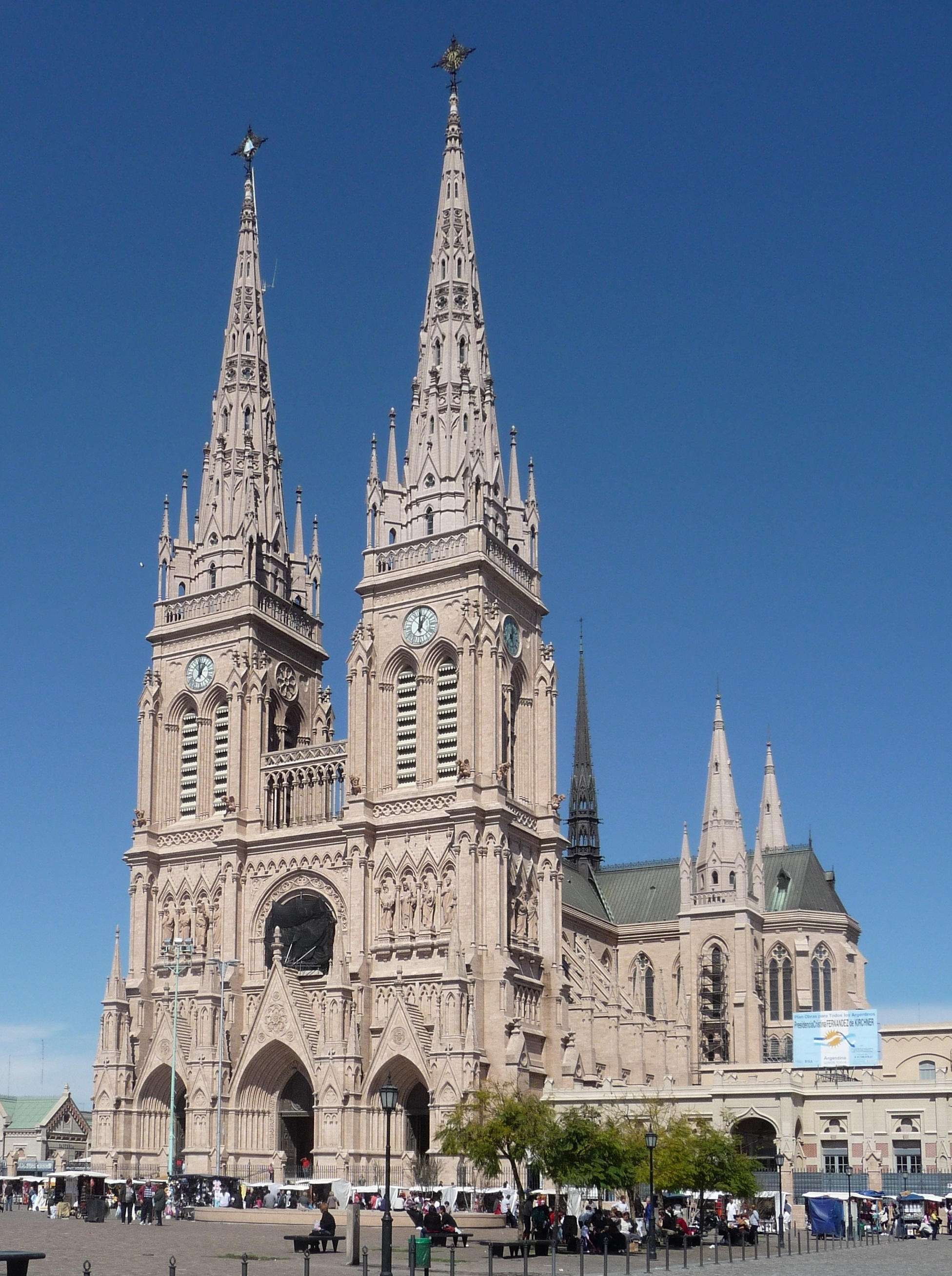
La basilica di Nostra Signora di Luján, santuario nazionale.

La diocesi di Mercedes fu eretta il 20 aprile 1934 con la bolla Nobilis Argentinae nationis di papa Pio XI, ricavandone il territorio dalla diocesi di La Plata, contestualmente elevata al rango di arcidiocesi metropolitana.
Il 21 marzo 1943 il vescovo Anunciado Serafini stabilì il Seminario maggiore Pio XII a Mercedes. Lo stesso vescovo aprì anche il Seminario minore a Nueve de Julio e il preseminario a Estación Guanaco (Pehuajó) e inaugurò la Casa di villeggiatura per i seminaristi e i sacerdoti a San Carlos de Bariloche.
Il 3 marzo 1947 cedette una porzione del suo territorio a vantaggio dell'erezione della diocesi di San Nicolás de los Arroyos.
L'11 febbraio 1957 cedette altre porzioni di territorio a vantaggio dell'erezione delle diocesi di Nueve de Julio e di Santa Rosa.
Originariamente suffraganea dell'arcidiocesi di Buenos Aires, il 5 maggio 1967 in forza della bolla Qui divino consilio di papa Paolo VI entrò a far parte della provincia ecclesiastica dell'arcidiocesi di La Plata.
Il 10 maggio 1989 per effetto del decreto Qua sollicita della Congregazione per i vescovi assunse il nome di diocesi di Mercedes-Luján.
Il 21 novembre 1997 con la bolla Omnibus satis constat di papa Giovanni Paolo II è stata elevata al rango di arcidiocesi immediatamente soggetta alla Santa Sede. Il 4 ottobre 2019 è stata ulteriormente elevata al rango di sede metropolitana in forza della bolla In libertatem vocati di papa Francesco.

## Cronotassi dei vescovi
Si omettono i periodi di sede vacante non superiori ai 2 anni o non storicamente accertati.
- Juan Pascual Chimento † (13 settembre 1934 - 16 ottobre 1938 nominato arcivescovo di La Plata)
- Anunciado Serafini † (20 giugno 1939 - 18 febbraio 1963 deceduto)
- Luis Juan Tomé † (26 luglio 1963 - 25 settembre 1981 deceduto)
- Emilio Ogñénovich † (8 giugno 1982 - 7 marzo 2000 ritirato)
- Rubén Héctor di Monte † (7 marzo 2000 - 27 dicembre 2007 ritirato)
- Agustín Roberto Radrizzani, S.D.B. † (27 dicembre 2007 - 4 ottobre 2019 ritirato)
- Jorge Eduardo Scheinig, dal 4 ottobre 2019

## Statistiche
L'arcidiocesi nel 2023 su una popolazione di 835.000 persone contava 803.700 battezzati, corrispondenti al 96,3% del totale.
| anno | popolazione | popolazione | popolazione | presbiteri | presbiteri | presbiteri | presbiteri                | diaconi | religiosi | religiosi | parrocchie |
| anno | battezzati  | totale      | %           | numero     | secolari   | regolari   | battezzati per presbitero | diaconi | uomini    | donne     | parrocchie |
| ---- | ----------- | ----------- | ----------- | ---------- | ---------- | ---------- | ------------------------- | ------- | --------- | --------- | ---------- |
| 1950 | 950.000     | 1.100.000   | 86,4        | 140        | 75         | 65         | 6.785                     |         | 146       | 415       | 59         |
| 1964 | 390.000     | 420.000     | 92,9        | 115        | 75         | 40         | 3.391                     |         | 59        | 274       | 28         |
| 1970 | 420.000     | 450.000     | 93,3        | 102        | 67         | 35         | 4.117                     |         | 58        | 202       | 31         |
| 1976 | 410.000     | 420.000     | 97,6        | 102        | 68         | 34         | 4.019                     |         | 64        | 228       | 34         |
| 1980 | 421.000     | 450.000     | 93,6        | 88         | 55         | 33         | 4.784                     |         | 80        | 180       | 34         |
| 1990 | 470.000     | 480.000     | 97,9        | 91         | 60         | 31         | 5.164                     | 1       | 66        | 215       | 38         |
| 1999 | 529.000     | 540.000     | 98,0        | 109        | 77         | 32         | 4.853                     | 1       | 67        | 160       | 44         |
| 2000 | 539.000     | 550.000     | 98,0        | 106        | 74         | 32         | 5.084                     | 1       | 67        | 186       | 44         |
| 2001 | 671.300     | 685.000     | 98,0        | 117        | 85         | 32         | 5.737                     | 1       | 67        | 186       | 46         |
| 2002 | 677.300     | 691.000     | 98,0        | 112        | 80         | 32         | 6.047                     | 1       | 71        | 186       | 46         |
| 2003 | 688.700     | 710.000     | 97,0        | 96         | 77         | 19         | 7.173                     | 1       | 58        | 182       | 54         |
| 2004 | 689.300     | 712.000     | 96,8        | 101        | 88         | 13         | 6.824                     | 1       | 40        | 182       | 48         |
| 2013 | 735.000     | 765.000     | 96,1        | 110        | 98         | 12         | 6.681                     | 1       | 30        | 164       | 48         |
| 2016 | 758.000     | 788.000     | 96,2        | 109        | 97         | 12         | 6.954                     | 1       | 28        | 166       | 49         |
| 2019 | 774.660     | 805.000     | 96,2        | 131        | 111        | 20         | 5.913                     | 9       | 42        | 156       | 54         |
| 2020 | 782.400     | 813.000     | 96,2        | 127        | 107        | 20         | 6.161                     | 11      | 37        | 145       | 59         |
| 2021 | 789.440     | 820.300     | 96,2        | 128        | 108        | 20         | 6.167                     | 11      | 35        | 138       | 59         |
| 2023 | 803.700     | 835.000     | 96,3        | 101        | 80         | 21         | 7.957                     | 11      | 26        | 111       | 58         |